# Ликантропия
Върколаците (известни и като ликантропи) са митични същества, които присъстват в много култури от дълбока древност.

## Писмени разкази
Терминът Ликантропия произлиза от гръцки λύκος — вълк и άνθρωπος — човек. Плиний Стари споменава за превръщането на човек във вълк в „Естествена история“, посочвайки, че член от дадено семейство се превръща във вълк за девет години веднъж на всяко поколение. Други древни автори, които споменават ликантропията са Вергилий, Петроний, Страбон.
В много от легендите върколаците са хора, родени с проклятие и при всяко пълнолуние се поддават на адската си метаморфоза. Обикновено върколаците са мъже, но има и истории за жени и деца-вълци, които тероризират селските области. Когато е ранен смъртно, върколакът приема човешка форма. Според теорията на П.Е.И. Бонийтс, изложена през 1971 г. това последно предсмъртно превръщане е резултат от клетъчна психокинеза, предизвикана от изключително силната телепатична връзка между човека и животното.
Според други истории хора нарочно се превръщали във вълци, например магьосници, които искали да навредят или убият врага си. Всъщност, в различните митологии присъстват истории за превръщане на магьосници и вещици в най-различни опасни животни, като леопарди, пантери, бухали, мечки и т.н. Изглежда обаче, че вълкът всявал най-силен страх, затова и легендите за върколаците са най-известни.
През Средновековието вярването във върколаци е особено силно в европейските страни. През 16 век във Франция проявите на ликантропия са забранени с държавен указ. Много случаи на убийство и канибализъм били причислявани към действията на върколаците, които с нарастването на влиянието на християнската църква, били обявени за слуги на Дявола, наред с вещиците и магьосниците. Един от най-любопитните случаи е този с Петер Штуб от околностите на Кьолн, през 1573 г. Той бил изтезаван от инквизицията, за да признае, че Дяволът му е дал магичен колан, с помощта на който може да се превръща във вълк. Той подлагал на терор околностите, хранейки се със стопански животни, 13 деца и две бременни жени. Освен това, Штуб признал, че е имал кръвосмесителна връзка с дъщеря си, както и множество любовници. Тези му навици продължили 25 години, докато, според историята, бил заловен от разгневените селяни във вълчата си форма и разкрит след като колана му бил свален. Штуб, дъщеря му и една от любовниците му били изгорени на кладата заради жестоките убийства.
От научна гледна точка, ликантропия е диагнозата, която се поставя на хора, страдащи от манията, че са вълци и жадуващи кръв. Те си въобразяват, че им никне козина и вълчи нокти и зъби. Заболяването ликантропия се характеризира и с повишена сексуалност, често неконтролируема, и слухови халюцинации. Болният не е в състояние да обуздава илюзиите и халюцинациите си и става жертва на изблици на животинско (вълче) поведение. Понякога симптоми на ликантропия проявяват параноидните шизофреници. Както шизофренията, така и ликантропията може да се лекува чрез специализирана медикаментозна терапия.